# Orthosia virgatagrisea
Orthosia virgatagrisea là một loài bướm đêm trong họ Noctuidae.